# Тупоу VI
Ахо'ейту Унуаки'отонга Туку'ахо (на тонгански: Aho'eitu ʻUnuakiʻotonga Tukuʻaho) или крал Тупоу VI е крал на Тонга.

## Биография
Бъдещият Тупоу VI е роден на 12 юли 1959 г. в кралския дворец на Тонга като третото, най-малко дете на престолонаследника принц Тупоуто'а Тунги (впоследствие крал Тауфа’ахау Тупоу IV) и съпругата му.
Ахо'ейту Унуаки'отонга Туку'ахо служи като министър-председател на Тонга от 2000 г. до 2006 г. След възкачването на престола на по-големия му брат като Джордж Тупоу V, той официално става първи в линията на наследяване на 27 септември 2006 г., тъй като брат му няма законни деца. През 2008 г. той е назначен за върховен комисар на Тонга в Австралия и заема тази в Канбера до смъртта на Джордж Тупоу V на 18 март 2012 г., когато става крал на Тонга с кралското име Тупоу VI. Той също така служи като ректор на Университета на Южния Пасифик от 2013 г. до 2014 г. 
Коронясан е на 4 юли 2015 г.